# Dambo
Dambo è la definizione usata per un tipo di zone umide di acque basse che si trovano in Africa centrale, meridionale e orientale, particolarmente in Zambia e Zimbabwe.
Generalmente si formano nelle zone a elevata piovosità degli altipiani pianeggianti e hanno una forma che ricorda quella del delta interno di un fiume che si dirama, senza mai raggiungere grandi ampiezze, ma abbastanza esteso tanto da coprire anche vaste aree. Per esempio, i dambo coprono un'area stimata intorno al 12,5% dello Zambia. Altri vocaboli africani che sono usati con significato simile mbuga (comunemente usato in Africa orientale), matoro (Mashonaland), vlei (Sudafrica), fadama (Nigeria) e bolis (Sierra Leone); anche la voce francese bas-fond e quella tedesca Spültal sono usate per identificare lo stesso tipo di zone umide.

## Caratteristiche
I dambo sono caratterizzati da erbe, giunchi e papiri, che contrastano con le zone circostanti tipicamente appartenenti al miombo. Le aree possono anche essere completamente asciutte alla fine della stagione secca, lasciando scoperti i terreni argillosi grigi o nerastri, ma - diversamente dalle zone di savane inondabili - questi conservano dei fossi umidi di drenaggio durante tutta l'epoca secca. Nella stagione umida, sono inondate, ma l'acqua rimane sempre al di sotto dell'altezza della vegetazione e ogni superficie d'acqua aperta è confinata in ruscelli, fiumiciattoli e piccoli stagni o lagune localizzate nei punti più bassi, in prossimità del centro.
Il nome dambo si usa più frequentemente per le zone umide degli altipiani pianeggianti, che sono le sorgenti dei ruscelli e dei fiumi. La definizione proposta, a livello scientifico è quella di: "inondate stagionalmente, predominantemente coperte da erbe, depressioni periferiche alle linee di drenaggio di sorgenti”.

## Tipi di dambo
Il limite della definizione di cui sopra stanno nel fatto che i dambo possono trovarsi anche in aree marginali ai fiumi, pur se lontane dalle sorgenti, per esempio il dambo del fiume Mbereshi nel punto in cui entra nelle paludi del fiume Luapula in Zambia.
Nel 1998, un rapporto della FAO ha introdotto una distinzione tra i dambo ‘idromorfico/freatico' (associati con le sorgenti) e i dambo 'fluviali' (associati con i corsi d'acqua), e ha ne identificato cinque tipi geomorfologici nella provincia di Luapula in Zambia: d'altopiano, di valle, sospesi, in duna di sabbia e a stagno.

## Idrologia dei dambo
I dambo sono alimentati dalle piogge, le cui acque drenano lentamente in ruscelli e fiumi e giocano quindi un ruolo cruciale nel ciclo dell'acqua. Oltre a costituire un ecosistema complesso di per sé, hanno anche un ruolo importante nella biodiversità della regione.
C'è una convinzione generalizzata che i dambo operino come spugne, che si imbevono di acqua nella stagione umida e la rilasciano lentamente durante la stagione secca, garantendo con questo il flusso costante dei fiumi, ma questo si oppone ai risultati di alcune ricerche che invece suggeriscono che a partire dalla metà della stagione secca l'acqua sia in realtà rilasciata dalla falda acquifera. In alcuni dambo, si notano anche sorgenti.
Dal punto di vista pratico, questo significa che ci possono volere forse molti anni perché l'acqua accumulata in una stagione particolarmente piovosa percoli attraverso le colline e emerga in un dambo, alimentando le lagune sul posto, o scorra verso valle con un fiume, che non si potrebbe giustificare semplicemente sulla base delle piogge dell'epoca immediatamente precedente. I dambo, per esempio, possono essere una giustificazione delle bizzarre variazioni del livello delle acque o nei flussi in uscita del lago Mweru Wantipa e del lago Chila a Mbala.

## Uso dei dambo
Tradizionalmente, i dambo sono stati utilizzati per:
- avere acqua a disposizione durante la stagione secca;
- estrarre le canne che sono utilizzate per le coperture e le recinzioni;
- estrarre l'argilla usata per le costruzioni, la fabbricazione dei mattoni e la terracotta;
- la caccia a uccelli e piccole antilopi;
- coltivare verdure e altri alimenti, che possono essere di vitale importanza durante gli anni di siccità, dato che i suoli dei dambo ritengono sempre abbastanza umidità per permettere una raccolta anche quando manca la pioggia;
- macerare la cassava amara in buche scavate appositamente;
- pescare, generalmente usando trappole, nei dambo che hanno ruscelli o fiumi che scorrono.

Più recentemente, sono stati usati come stagni di allevamento per i pesci e per coltivare le varietà di riso d'altura. I tentativi di razionalizzare l'utilizzo dei dambo a fini agricoli sono stati frenati dalla mancanza di ricerca sull'idrologia e la pedologia dei dambo, che si sono rivelati disomogenei e complessi.

## Esempi
Un bell'esempio di dambo può essere osservato al punto (30 km a sud di Mansa, in Zambia) all'interno di una riserva forestale. Diversamente dalle aree circostanti, che sono state pulite per l'uso agricolo e per la produzione del carbone vegetale, il dambo contrasta nettamente con la canopia indisturbata del miombo. Si noti inoltre, che i dambo che fungono da bacino di alimentazione dei corsi d'acqua hanno una struttura ramificata tipica di un ambiente fluviale e molti ripetono approssimativamente lo stesso disegno e addirittura presentano un'ampiezza simile tra loro.